# 타보르 (슬로베니아)

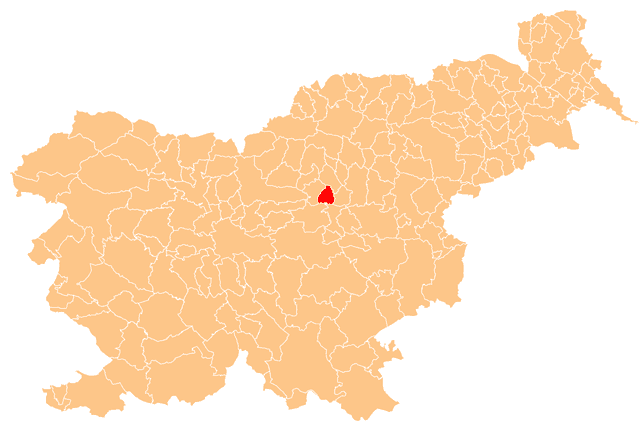
타보르의 위치

타보르(슬로베니아어: Tabor)는 슬로베니아 중부에 위치한 도시로 면적은 34.8km2, 인구는 1,494명(2002년 기준), 인구 밀도는 43명/km2이다. 전통적으로는 슈타예르스카 지역에 속한다.